# József Halzl
József Halzl (Győr, 19 de diciembre de 1933-13 de noviembre de 2020) fue un político e ingeniero mecánico húngaro, cofundador del Foro Democrático Húngaro y presidente vitalicio honorario de la Asociación Rákóczi.

## Primeros años
Por parte de su padre, su familia es originaria de Szenc (hoy Senec, Eslovaquia); su madre era natural de Sopronkeresztúr (hoy Deutschkreuz, Austria). Después de haber realizado sus estudios entre Hatvan y Budapest, se matriculó desde el II. Escuela secundaria Rákóczi Ferenc en Budapest. Se graduó en ingeniería mecánica en la Universidad Tecnológica de Budapest en 1957, obteniendo posteriormente un doctorado en la misma institución.
Habiendo participado en la Revolución de 1956 como estudiante de quinto año en la Universidad de Tecnología, escribió un diario a medida que se desarrollaban los acontecimientos. El diario se publicó tras la transición de Hungría a la democracia.

## Carrera
Siguiendo su carrera profesional en el campo de la energía, trabajó en investigaciones sobre centrales térmicas en el Energy Research Institute (EGI) antes de la transición democrática.
Entre 1991 y 1994, fue director de la empresa más grande de Hungría como director general de Hungarian Electricity Works. Durante la transición de Hungría a un sistema político democrático, participó activamente en el trabajo del Foro Democrático Húngaro, sirviendo como director del partido durante un período.
Fue presidente de la Asociación Rákóczi entre 1990 y 2018. En 2018, fue elegido presidente vitalicio honorario de la Asociación.
Además de su trabajo con la Asociación Rákóczi, su actividad social incluyó la organización de la comunidad juvenil de la parroquia católica de Városmajor, Budapest, desde la década de 1980. También fue líder de la Fundación Héra, comprometida con la asistencia al consumo de energía de los hogares desfavorecidos.

## Vida personal
Experto en tocar el piano, su vida ha estado marcada por la afición a la música clásica. Halzl estaba casado y tenía una hija y residía en el Distrito II de Budapest. Falleció el 13 de noviembre de 2020 a los 86 años.

## Premios
Premios importantes que recibió:
- Premio János András Segner (1969)[8]
- Premio Géza Szikla (1989)
- Medallón de las instalaciones eléctricas de Hungría (MVM (1991)[9]
- Medallón János Esterházy (2000)[10]
- Medallón de la Sociedad Széchenyi (2009)[11]
- Premio al patrimonio húngaro (2010)[12]
- Cruz del comandante de la Orden del Mérito de Hungría, Clase de civiles (2011)
- Premio San Esteban (Esztergom) (2013)[13]
- Cruz de Comandante con Estrella de la Orden del Mérito de Hungría (2016)[14]
- Premio San Martín (2017)[15]
- Premio Pro Urbe Budapest (2018)[16]
- Premio a la juventud húngara (2018)[17]
- Premio Gábor Bethlen (2019)[18]